# Джигава Голден Старс
«Джигава Голден Старс» (англ. Jigawa Golden Stars Football Club) — нігерійський футбольний клуб з міста Дуце. Заснований 1992 року. У сезоні 2022—2023 команда грала у національній лізі Нігерії.